# Na Pupove
Na Pupove (1059 m) – szczyt Gór Kisuckich (słow. Kysucká vrchovina) w północnej Słowacji. Wznosi się w obrębie miejscowości Terchová. Na niektórych mapach opisany jest jako zachodni szczyt Pupova.
Na Pupove znajduje się na zachodnim końcu długiego grzbietu Pupova. Południowe stoki opadają do doliny Bielego potoku, zachodnie i północne do doliny jego dopływu – potoku Strucháreň. Szczyt i górną część stoków porasta las, dolną, zawłaszcza w części zachodniej i południowej zajmują pola i zabudowania miejscowości Terchová. W jednej z tych osad (Jánošíkovci) urodził się i wychował znany zbójnik Juraj Jánošík.
Południowymi i zachodnimi stokami szczytu Na Pupove poprowadzono dwa szlaki turystyczne. Szlak zielony trawersuje stoki omijając wierzchołek, krótki szlak żółty stanowi pętlę, która odgałęzia się od szlaku zielonego, wyprowadza na widokową polanę na zachodnim grzbiecie i schodzi do osady Jánošíkovci, gdzie z powrotem dołącza do szlaku zielonego. Zachodni grzbiet szczytu Na Pupove jest bezleśny i dysponuje dobrymi punktami widokowymi.

## Szlaki turystyczne
Biely potok (Terchová) – Huličiarovci – Poľany – Jánošíkovci – Šipková – Kováčka (skrzyżowanie z niebieskim szlakiem turyst.)
  Poľany – Na Pupove – Jánošíkovci